# Association sportive de la police de Hambourg
Pour les articles homonymes, voir AS Police.
L'Association sportive de la police de Hambourg, en allemand : SV Polizei Hambourg, est un club omnisports situé à Hambourg en Allemagne. Il est particulièrement connu pour sa section de handball qui était l'une des meilleures d'Allemagne dans les années 1950.

## Palmarès
Handball à onze
- Vainqueur du Championnat d'Allemagne (de) (6) : 1941, 1943, 1951, 1952, 1953 et 1955
  - Vice-champion (2) : 1949 et 1950

Handball à sept
- Vainqueur du Championnat d'Allemagne (4) : 1950, 1951, 1952 et 1953
  - Vice-champion (3) : 1948 (officieux), 1954 et 1955